# Petit-chou
 (novembre 2023).
Si vous disposez d'ouvrages ou d'articles de référence ou si vous connaissez des sites web de qualité traitant du thème abordé ici, merci de compléter l'article en donnant les références utiles à sa vérifiabilité et en les liant à la section « Notes et références ».

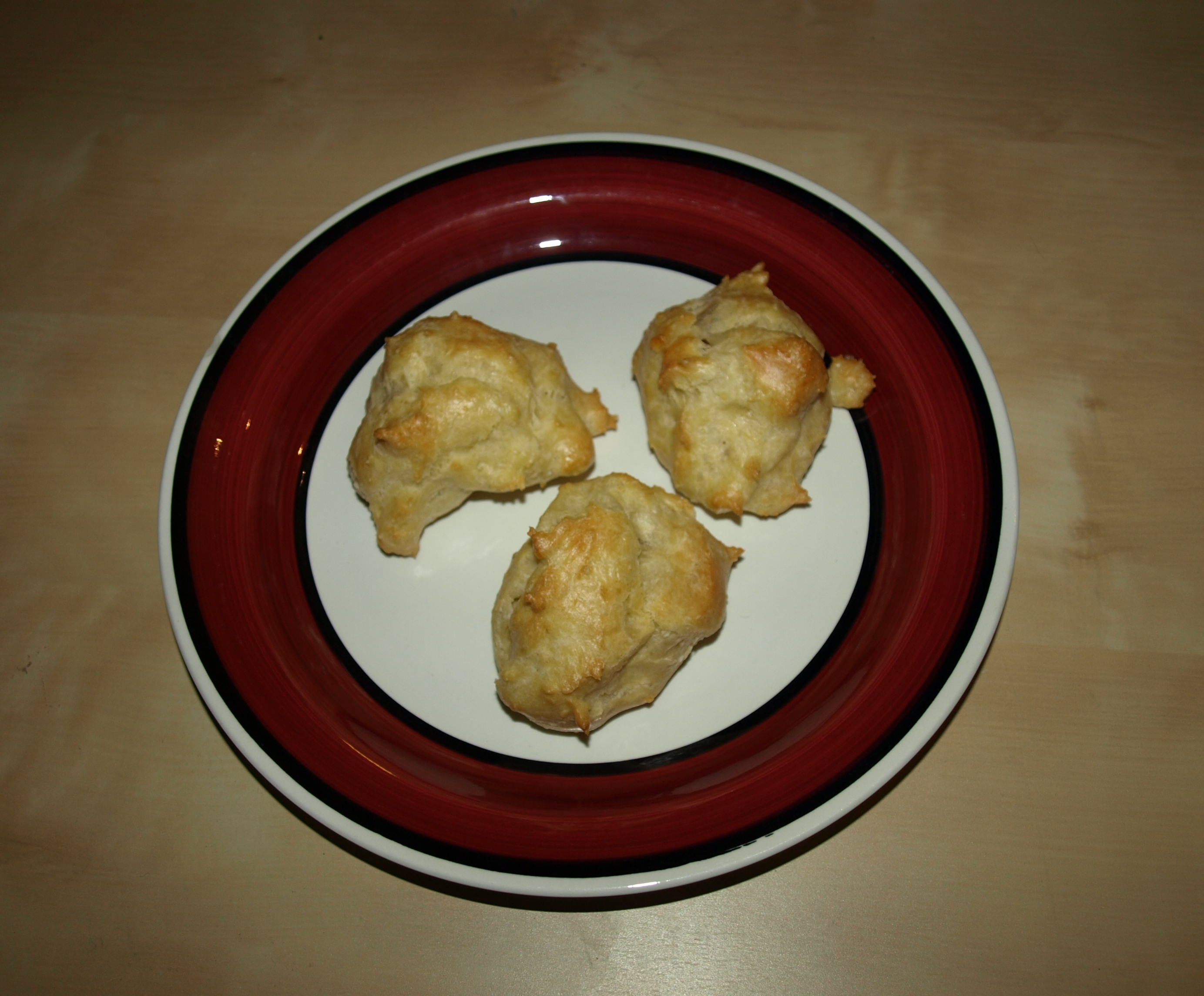
Trois petits-choux.

Le petit-chou, ou chou pâtissiern est une viennoiserie à base de pâte à choux de forme sphérique contenant ou non une garniture pâtissière.
Le petit-chou est à la base de :
- chou à la crème
- profiterole
- religieuse
- pièce montée
- noix charentaise